# کمنش‌میهای‌فا
کِمِنِش‌میهای‌فا (به مجاری:  Kemenesmihályfa) یک شهرداری در مجارستان است که در واش واقع شده‌است. کِمِنِش‌میهای‌فا ۱۷٫۸۱ کیلومتر مربع مساحت و ۵۶۲ نفر جمعیت دارد.